# Leonard Barsoton
Leonard Barsoton (ur. 21 października 1994) – kenijski lekkoatleta specjalizujący się w biegach długich.
W 2013 zdobył srebrny medal indywidualnie i w drużynie juniorów podczas mistrzostw świata w biegach przełajowych w Bydgoszczy. Srebrny medalista w biegu na 10 000 metrów podczas igrzysk afrykańskich w Brazzaville (2015). W 2017 zdobył dwa kolejne srebra światowego czempionatu w biegach przełajowych.

## Osiągnięcia
| Rok  | Impreza                                   | Miejsce     | Konkurencja            | Pozycja    | Wynik    |
| ---- | ----------------------------------------- | ----------- | ---------------------- | ---------- | -------- |
| 2013 | Mistrzostwa świata w biegach przełajowych | Bydgoszcz   | bieg juniorów          | 2. miejsce | 21:08    |
| 2013 | Mistrzostwa świata w biegach przełajowych | Bydgoszcz   | drużyna juniorów       | 2. miejsce |          |
| 2014 | Mistrzostwa Afryki w biegach przełajowych | Kampala     | bieg seniorów          | 1. miejsce | 34:27    |
| 2014 | Mistrzostwa Afryki w biegach przełajowych | Kampala     | drużyna seniorów       | 1. miejsce |          |
| 2015 | Mistrzostwa świata w biegach przełajowych | Guiyang     | bieg seniorów          | 5. miejsce | 35:24    |
| 2015 | Mistrzostwa świata w biegach przełajowych | Guiyang     | drużyna seniorów       | 2. miejsce |          |
| 2015 | Igrzyska afrykańskie                      | Brazzaville | bieg na 10 000 metrów  | 2. miejsce | 27:27,55 |
| 2017 | Mistrzostwa świata w biegach przełajowych | Kampala     | bieg seniorów          | 2. miejsce | 28:36    |
| 2017 | Mistrzostwa świata w biegach przełajowych | Kampala     | drużyna seniorów       | 2. miejsce |          |
| 2020 | Mistrzostwa świata w półmaratonie         | Gdynia      | półmaraton             | 6. miejsce | 59:34    |
| 2020 | Mistrzostwa świata w półmaratonie         | Gdynia      | półmaraton (drużynowo) | 1. miejsce |          |

## Rekordy życiowe
- bieg na 5000 metrów – 13:16,25 (2015)
- bieg na 10 000 metrów – 27:20,74 (2014)